# 酒井忠氏

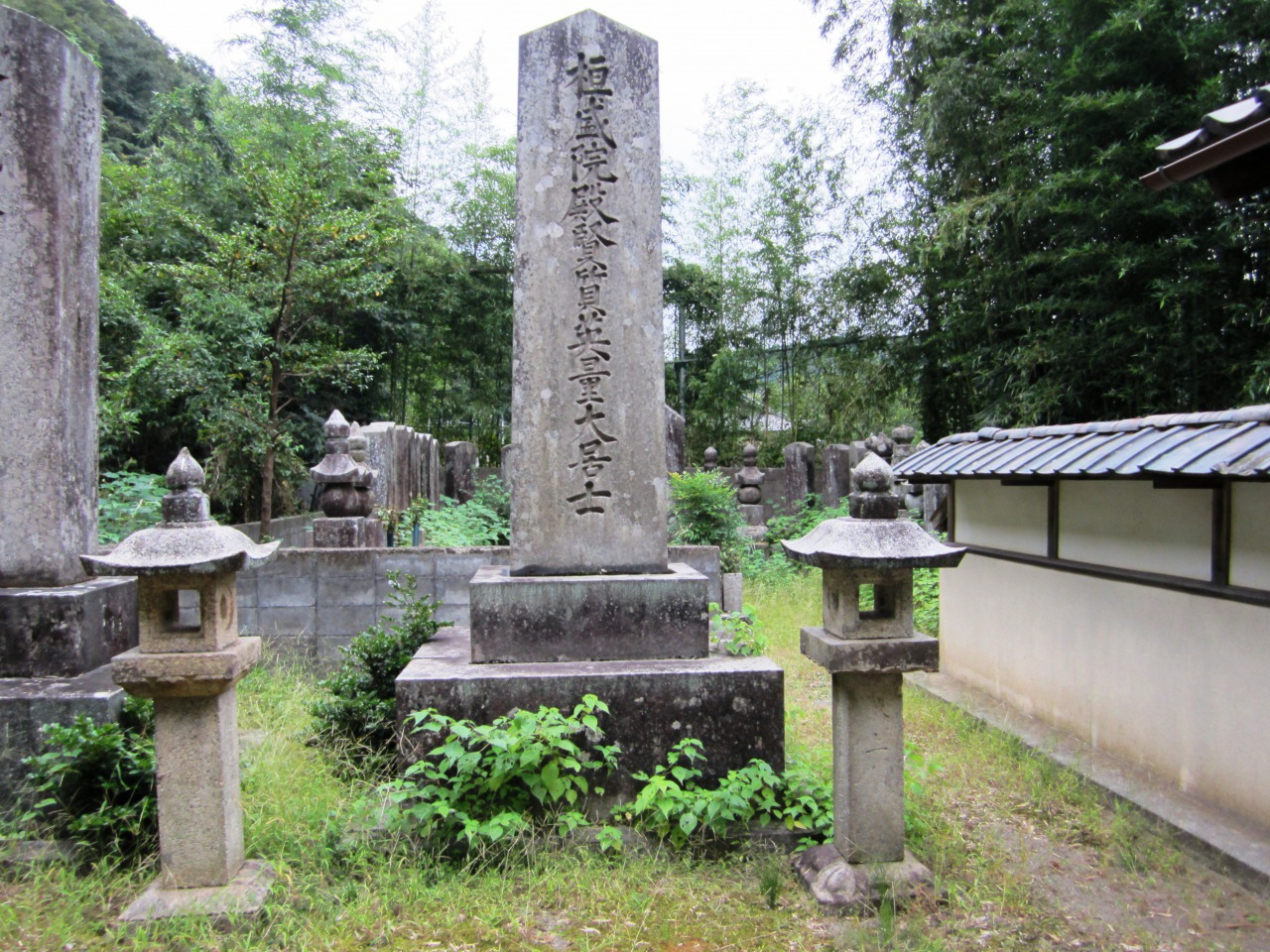
空印寺の墓

酒井 忠氏（さかい ただうじ）は、若狭小浜藩の第13代藩主。小浜藩酒井家14代。

## 生涯
旗本酒井忠欽の四男。嘉永6年（1853年）5月7日、先代藩主の忠義の養嗣子となる。安政4年（1857年）12月に叙任し、文久元年（1861年）12月には従四位下に叙任する。文久2年（1862年）閏8月1日、忠義がかつて安政の大獄で井伊直弼と共に尊王攘夷派や一橋派を弾圧したことを咎められて強制隠居処分に処せられたため、その跡を継ぐこととなった。幕末期の動乱の中では佐幕派として行動し、天狗党の乱鎮圧などで功績を挙げている。慶応4年（1868年）の戊辰戦争においても、鳥羽・伏見の戦いで旧幕府軍の一員として官軍と戦ったが（「楠葉台場」など参照）、敗走して小浜に戻る途中の丹波国天王村で西園寺公望率いる山陰道鎮撫軍に遭遇し、その場で官軍に降伏することを余儀なくされた。
同年5月27日、家臣団の一部がなおも旧幕府側の彰義隊に与したことが判明したため、忠氏は養父とともに謹慎を願い出ると、新政府からはこれを受け入れる形での謹慎が命じられた。後に罪を許されたが、同年12月に病を理由に家督を養父の忠録（忠義）に譲って隠居した。明治9年（1876年）正月21日、42歳で死去した。

## 系譜
- 父：酒井忠欽
- 母：家女房
- 養父：酒井忠義
- 正室：酒井稜子 - 酒井忠義の次女